# Lomamyia fulva
Lomamyia fulva är en insektsart som beskrevs av Carpenter 1940. Lomamyia fulva ingår i släktet Lomamyia och familjen Berothidae. Inga underarter finns listade i Catalogue of Life.